# 碾子山区直辖地域
碾子山区直辖地域是中国黑龙江省齐齐哈尔市碾子山区下辖的一个镇。